# Tim Kruger
Tim Kruger, właśc. Marcel Bonn (ur. 25 stycznia 1981 w Düsseldorfie, zm. 1 marca 2025 na Majorce) – niemiecki aktor pornograficzny, scenarzysta, reżyser, model i przedsiębiorca. Rozpoczął karierę w branży filmów pornograficznych w 2006, a w 2009 był współzałożycielem serwisu TimTales, w którym aż do śmierci produkował i występował w amatorskiej pornografii gejowskiej.

## Wczesne lata
Urodził się w Düsseldorfie. Dorastał w Nadrenii Północnej-Westfalii z młodszym bratem. Był spokojnym i nieśmiałym nastolatkiem. Kiedy miał 18 lat, dokonał homoseksualnego coming outu przed rodzicami. Pierwotnie kształcił się w zakresie administracji biznesowej. W 2002 przeniósł się do Berlina, gdzie podjął pracę w sklepie z pornografią i zainteresował się występami w filmach dla dorosłych.

## Kariera
W 2006 wysłał e–maile i zdjęcia do studiów, po czym wytwórnia gejowskich filmów porno Raging Stallion Studios w San Francisco skontaktowała się z nim i w grudniu tego samego roku wziął udział w trzech scenach seksu w filmie Michaela Brandona Monster Band 11: Bang That Ass. Wystąpił też jako aktyw w realizacjach Dark Alley Media: Von Fistenberg’s 8 ½ (2007) i Fisting Underground 3 (2008). W kolejnych latach nagrywał filmy dla wytwórni: Hot House Entertainment, Lucas Entertainment, Black Scorpion Video czy Cazzo Film.
W 2009 uruchomił witrynę internetową TimTales.com we współpracy ze swoim partnerem, który pełnił funkcję operatora i okazjonalnego uczestnika na ekranie. Witryna zawierała amatorską pornografię gejowską, skupiającą się na autentyczności. Kruger stwierdził, że zawartość witryny została oparta na osobistych preferencjach, a nie na występach opartych na scenariuszu. Kontynuował także pracę w studiach zewnętrznych przy utrzymaniu strony internetowej.
Pojawił się na okładce magazynów pornograficznych: „Männer” (w kwietniu 2008 i w październiku 2016), „Inches” (w czerwcu 2008), „Unzipped” (w grudniu 2008 i we wrześniu 2009), „Toh!” (w marcu 2013), „Kaltblut” (w marcu 2013), „Mannschaft” (lipiec/sierpień 2016) i „Crotch” (w maju 2018).
W 2013 występował jako model na pokazach mody męskiej na Barcelona Fashion Week. Wziął udział w kampanii reklamowej t-shirtów marki „Oh boy!”.
29 lipca 2019 ukazała się książka Winstona Gieseke pt. Pornostars packen aus!: Die Sextipps der Profis, gejowski przewodnik randkowy, gdzie została opublikowana także jego wypowiedź.

## Rankingi
W 2012 zajął drugie miejsce w rankingu „Najbardziej przystojni” ogłoszonym przez hiszpański portal 20minutos.es. W 2016 zwyciężył w plebiscycie Cityvega „10 najbardziej utalentowanych i pożądanych aktorów porno”. W 2017 znalazł się na liście sześciu ulubionych gejowskich gwiazd porno według portalu internetowego Hornet. W czerwcu 2017 zajął siódme miejsce w plebiscycie magazynu „Revista Zero” – „10 najbardziej utalentowanych aktorów gejowskich filmów porno” (Los 10 actores pornos gay más dotado).

## Życie prywatne
W 2005 związał się z niemieckim DJ–em techno Grobesem Gerätem, którego poznał na internetowym serwisie randkowym. Gerät pomagał przy produkcji i montażu jego filmów. Opisał siebie jako bardziej powściągliwego w życiu osobistym w porównaniu do swojej osobowości przed kamerą. W 2012 przeprowadził się z partnerem do Barcelony.

### Śmierć
Zmarł 1 marca 2025 w wieku 44 lat w wyniku wypadku w swoim domu. W oświadczeniu na koncie X na stronie internetowej „TimTales” zamieszczonym przez jego partnera, stwierdzono, że wypadek nie miał związku z narkotykami, przestępstwem ani samobójstwem.

## Nagrody
| Rok  | Nagroda                     | Kategoria                        | Film                                | Inni wykonawcy   |
| ---- | --------------------------- | -------------------------------- | ----------------------------------- | ---------------- |
| 2015 | HustlaBall Award            | Najlepsze studio Tim Tales       | –                                   | –                |
| 2016 | HustlaBall Award            | Najlepsza scena „przystojniaków” | –                                   | Darius Ferdynand |
| 2019 | Prowler European Porn Award | Najlepsza europejska para        | Tim Kruger Fucks John Thomas (2019) | John Thomas      |
| 2024 | Grabby Award                | Najlepszy duet                   | –                                   | Bastian Karim    |